# أكيم شونك
أكيم شونك (بالألمانية: Achim Schwenk)‏ هو عالم وعالم فلك وفيزيائي ألماني، ولد في القرن العشرين.